# SITA

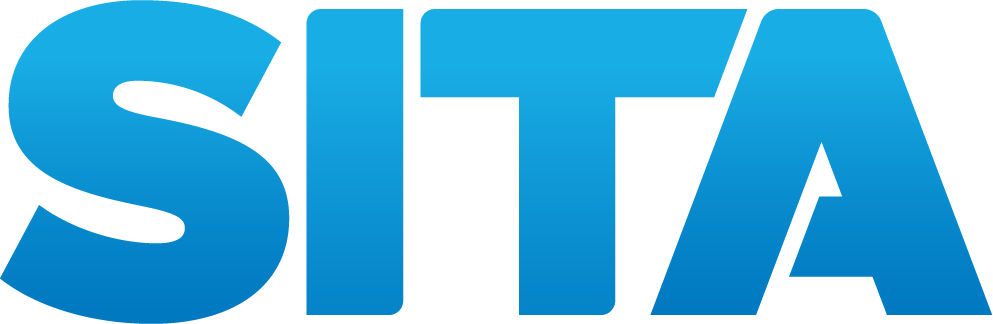
Логотип

SITA (фр. Société Internationale de Télécommunications Aéronautiques) — швейцарская многонациональная информационная организация, представляющая телекоммуникационные и IT-услуги в авиационной отрасли. Первоначальное название «Société Internationale de Télécommunications Aéronautiques» («Международная компания воздушных телекоммуникаций») в настоящее время не используется, компания называется просто SITA.
SITA была организована в 1949 году 11 авиакомпаниями в виде кооператива, обеспечивающего связь между аэропортами и являющегося разработчиком телекоммуникаций. Компания впервые использовала обработку информации в реальном времени на основе сети с пакетной коммутацией, используя выделенные линии общественных сетей.

## Правление
- Главный управляющий — Давид Лаворель
- Главный сотрудник по вопросам информации — Жан Паскаль Ауберт
- Секретарь совета — Жанна Вербоом
- Старший вице-президент, коммуникационные услуги — Мартин Смайли
- Старший вице-президент по продажам и управлению взаимоотношениями — Бруно Френтзел
- Старший вице-президент, обслуживание клиентов — Арно ван Ритсшотен
- Старший вице-президент по маркетингу Артур Кальдервуд
- Старший вице-президент, Аэропорты — Натали Альтвег
- Старший вице-президент, стратегические преобразования и корпоративное развитие — Ян Ридделл
- Старший вице-президент, людские ресурсы — Вэл Саммер
- Старший вице-президент, пассажироперевозки — Ричард Стоукс
- Старший вице-президент, создание новых предприятий и крупные сделки — Норберт Стеигер
- Руководитель группы внутреннего аудита и управления рисками — Филип Д’Онт
- Начальник юридического отдела — Дэвид Греавес